# Francesco Ranieri Martinotti
Francesco Ranieri Martinotti, né le 10 mars 1959 à Rome dans la région du Latium en Italie, est un réalisateur et un scénariste italien.

## Biographie
Il obtient le David di Donatello du meilleur réalisateur débutant pour son premier film, Abissinia, une comédie noir sortit en 1993. En 1996, il participe à l'écriture du scénario du premier film de Fulvio Ottaviano, Cresceranno i carciofi a Mimongo, dont il assure également la production. En 1999, il adapte le roman Branchie de Niccolò Ammaniti qui devient le film du même nom dont il signe également la réalisation.
Après quelques participations à des documentaires, il retourne à la réalisation de film et offre en 2006 à Alessandro Siani son premier rôle au cinéma dans la comédie napolitaine Ti lascio perché ti amo troppo, avant de le retrouver dans La seconda volta non si scorda mai, une nouvelle comédie sortit en 2008. En 2009, il fonde le Festival France Odeon à Florence, un festival visant à promouvoir le cinéma français en Italie. Il fait partie du conseil d'administration de l'Académie européenne du cinéma de 2008 à 2010. 
En 2012, il tourne un documentaire en hommage à Furio Scarpelli.

## Filmographie

### Comme réalisateur

#### Au cinéma
- 1989 : I taràssachi
- 1990 : Overdose (court-métrage)
- 1993 : Abissinia (it)
- 1999 : Branchie
- 2001 : Un altro mondo è possibile (documentaire collectif sur les émeutes anti-G8 de Gênes de 2001)
- 2001 : Lettere dalla Palestina (documentaire collectif)
- 2006 : Ti lascio perché ti amo troppo
- 2008 : La seconda volta non si scorda mai
- 2012 : Furio Scarpelli: Il racconto prima di tutto (documentaire)

#### À la télévision
- 1989 : Singolo

### Comme scénariste

#### Au cinéma
- 1989 : I taràssachi
- 1993 : Abissinia
- 1996 : Cresceranno i carciofi a Mimongo de Fulvio Ottaviano
- 1999 : Abbiamo solo fatto l'amore de Fulvio Ottaviano
- 2006 : Ti lascio perché ti amo troppo
- 2008 : La seconda volta non si scorda mai

#### À la télévision
- 2005 : Il bambino sull'acqua de Paolo Bianchini

### Comme producteur
- 1996 : Cresceranno i carciofi a Mimongo de Fulvio Ottaviano

## Prix et distinctions notables
- David di Donatello du meilleur réalisateur débutant en 1994 pour Abissinia.
- Nomination au David di Donatello du meilleur producteur en 1997 pour Cresceranno i carciofi a Mimongo.
- Nomination au Ruban d'argent du meilleur producteur en 1997 pour Cresceranno i carciofi a Mimongo.